# Championnat de la Barbade de football 2001
Navigation
Saison suivante
La saison 2001 du Championnat de la Barbade de football est la trente-quatrième édition de la Premier League, le championnat national à la Barbade. Les neuf équipes engagées sont regroupées au sein d'une poule unique et s'affrontent à deux reprises. Le dernier du classement final est relégué et remplacé par le meilleur club de Division 1.
C'est le club de Paradise Football Club qui remporte la compétition cette saison après avoir terminé en tête du classement final, avec deux points d'avance sur Youth Milan FC et huit sur Notre Dame SC. Il s’agit du troisième titre de champion de la Barbade de l'histoire du club.

## Les clubs participants
- Paradise Football Club
- Notre Dame SC
- Youth Milan FC
- Pride of Gall Hill FC
- Barbade U21
- Haynesville United - Promu de Division 1
- Benfica FC
- Brittons Hill FC
- Pinelands SC

## Compétition
Le barème de points servant à établir le classement se décompose ainsi :
- Victoire : 3 points
- Match nul puis victoire aux tirs au but : 2 points
- Match nul puis défaite aux tirs au but: 1 point
- Défaite : 0 point

### Classement
| Rang | Équipe                 | Pts | J  | G  | N   | P  | Bp | Bc | Diff |
| ---- | ---------------------- | --- | -- | -- | --- | -- | -- | -- | ---- |
| 1    | Paradise Football Club | 43  | 16 | 13 | 2/0 | 1  | 53 | 14 | +39  |
| 2    | Youth Milan FC         | 41  | 16 | 12 | 1/3 | 0  | 46 | 10 | +36  |
| 3    | Notre Dame SC'T'C      | 35  | 16 | 9  | 3/2 | 2  | 39 | 13 | +26  |
| 4    | Pride of Gall Hill FC  | 25  | 16 | 7  | 1/2 | 6  | 20 | 17 | +3   |
| 5    | Barbade U21            | 24  | 16 | 7  | 1/1 | 7  | 24 | 28 | -4   |
| 6    | Haynesville UnitedP    | 14  | 16 | 4  | 0/2 | 10 | 20 | 46 | -26  |
| 7    | Benfica FC             | 14  | 16 | 3  | 2/1 | 10 | 14 | 41 | -27  |
| 8    | Brittons Hill FC       | 13  | 16 | 2  | 3/1 | 10 | 21 | 35 | -14  |
| 9    | Pinelands SC           | 7   | 16 | 2  | 0/1 | 13 | 15 | 48 | -33  |

|  | Champion de la Barbade 2001                                                         |
|  | Relégation en First Division                                                        |
|  | T : Tenant du titre C : Vainqueur de la Coupe de la Barbade P : Promu de Division 1 |

## Bilan de la saison
| Championnat de la Barbade de football 2001 |                                   |
| Champion                                   | Paradise Football Club (3e titre) |
| Coupes et trophées                         |                                   |
| Vainqueur de la Coupe de la Barbade 2001   | Notre Dame SC                     |
| Qualifications continentales               |                                   |
| CFU Club Championship 2001                 | Aucun                             |
| Promotions et relégations                  |                                   |
| Promus en Premier League                   | Barbados Defence Force SC         |
| Relégués en Division 1                     | Pinelands SC                      |